# Vorselaar
Vorselaar ou Vorselaer (ancienne orthographe parfois encore utilisée en français) est une commune néerlandophone de Belgique située en Région flamande dans la province d'Anvers. La commune campinoise  appartient au canton judiciaire et canton électoral de Herentals (nl).

## Héraldique
|  | La commune possède des armoiries qui lui ont été octroyées le 14 mars 1841 et confirmées le 12 mars 1996. Elles sont identiques aux armoiries de la famille Van de Werve. En 1734, Marie-Anne, dame de Vorselaar, épousa Charles-Filip van de Werve. En 1767, il obtint le titre de baron van Vorselaar, puis en 1768, il devint comte de Vorselaar. Le conseil comunal utilisait déjà, à la fin du XVIIIe siècle, les armoiries de Van de Werve Van Vorselaar. En 1841, ces armoiries furent officiellement accordées par le nouveau gouvernement belge. Les armoiries de Lichtaart et Schilde, autres biens de la famille, sont semblables aux présentes armoiries. Blasonnement : Ecartelé : aux 1 et 4 d'or au sanglier passant de sable et aux 2 et 3 de sable aux trois chevrons d'argent. Source du blasonnement : Heraldy of the World. |

## Géographie

### Communes limitrophes
| Zoersel   | Malle       | Lille     |
| Zandhoven | Vorselaar   |           |
|           | Grobbendonk | Herentals |

## Démographie

### Évolution démographique
Graphe de l'évolution de la population de la commune.
- Source : Statbel - Remarque : 1806 jusqu'à 1981 = recensement ; depuis 1990 = nombre d'habitants chaque 1er janvier[3]